# Adiantum zollingeri
Adiantum zollingeri är en kantbräkenväxtart som beskrevs av Georg Heinrich Mettenius och Oskar Kuhn. Adiantum zollingeri ingår i släktet Adiantum och familjen Pteridaceae. Inga underarter finns listade.